# Gonomyia tahitiensis
Gonomyia tahitiensis är en tvåvingeart som beskrevs av Alexander 1933. Gonomyia tahitiensis ingår i släktet Gonomyia och familjen småharkrankar. Inga underarter finns listade i Catalogue of Life.